# Інститут економіко-правових досліджень імені В. К. Мамутова НАН України
Інститут економіко-правових досліджень імені В. К. Мамутова НАН України — науково-дослідний інститут, входить до складу Донецького наукового центру НАН України та МОН України.

## Історія
Інститут створено на базі Відділення економіко-правових досліджень Інституту економіки промисловості НАН України відповідно до Постанови Президії НАН України від 22 січня 1992 № 16 з метою розв'язання актуальних проблем правового забезпечення розвитку економіки на загальнодержавному та регіональному рівнях.
Створення інституту було обумовлено необхідністю розвитку теоретичних і прикладних досліджень на стику економіки і права, наукової та практичної важливістю таких досліджень для суверенної держави.
Інститут розташовувався в Донецьку. Після російської збройної агресії на сході України був переміщений до Києва.
З 2020 року інститут носить ім'я засновника та першого директора Валентина Карловича Мамутова.

## Задачі
Інститут проводить і координує фундаментальні економіко-правові дослідження, здійснює науково-прикладні розроблення, готує наукові експертизи та здійснює консультування у сфері правового забезпечення економіки, правового регулювання господарської діяльності, управління регіональними та міськими системами, а також забезпечує підготовку за результатами досліджень проектів нормативно-правових актів, які є необхідними для їх реалізації.

## Напрямки роботи
- господарське право;
- державне регулювання економіки;
- економіко-правові проблеми соціально-економічного розвитку територіальних систем і розподілу повноважень між центральними органами влади та регіонами;
- правове забезпечення підприємництва, формування нових організаційно-господарських структур;
- економіко-правові проблеми попередження економічних правопорушень;
- гармонізація законодавчих актів, що регулюють економічні відносини.

## Відділи
- Відділ проблем модернізації господарського права і законодавства;
- Відділ проблем господарсько-правового забезпечення економічної безпеки держави;
- Відділ економіко-правових проблем містознавства;
- Відділ проблем просторового розвитку економіки;
- Луганська філія у складі відділу проблем міжрегіонального співробітництва.

## Відомі вчені
- Зельдіна Олена Романівна — завідувачка сектору проблем реалізації господарського законодавства відділу проблем модернізації господарського права та законодавства